# Parlamentario
Un miembro del parlamento (MP) (también, parlamentario) es el representante de los votantes en un parlamento. En varios países con congresos bicamerales, esta categoría incluye específicamente a los miembros de la cámara baja, dado que en la cámara alta tienen otros títulos.
Los miembros del parlamento tienden a formar grupos parlamentarios (también llamados bancadas) con miembros del mismo partido político.

## Sistema Westminster
El Sistema Westminster es un sistema de gobierno parlamentario democrático, modelado a partir del sistema de gobierno del Reino Unido. Este término proviene del Palacio de Westminster, el lugar de encuentro del parlamento británico. 

### Australia
Un parlamentario es un miembro de la Cámara de Representantes de Australia, la cámara baja del Parlamento de Australia. Los miembros del parlamento usualmente usan el sufijo "MP" después de sus nombres. Un miembro de la cámara alta del parlamento, el Senado Australiano, se conoce como "Senador". 

### Canadá
El Parlamento de Canadá consiste del monarca, el Senado (cámara alta) y la Cámara de los Comunes (cámara baja). Solo a los miembros de la cámara baja se les conoce como "parlamentarios" (Francés: député), mientras que a los miembros de la cámara alta se les conoce como "Senadores" (Francés: Sénateur).
Actualmente, existen 105 asientos en el Senado y 338 en la Cámara de los Comunes. Los miembros del Parlamento son elegidos, mientras que los Senadores son designados por el Gobernador General, en nombre del mismo con dirección del primer ministro. La jubilación es obligatoria para los senadores al llegar a la edad de 75 años. 
Cada provincia (y territorio) tiene su propia legislatura, con cada miembro conocido usualmente como "Miembro de la Legislatura" (MLA). En ciertas provincias, los legisladores llevan otros títulos. Las cámaras altas provinciales fueron eliminadas a lo largo del siglo XX.

### Reino Unido
El Reino Unido elige a los miembros de su Parlamento:
- el Parlamento del Reino Unido, con 650 miembros elegidos por el sistema de mayoría simple (first-past-the-post) para la Cámara de los Comunes (inferior), denominados miembros del Parlamento, abreviado MP (member of Parliament)

y cuatro asambleas legislativas descentralizadas
- el Parlamento escocés, con 129 miembros elegidos por el sistema de miembros adicionales cada cinco años, y denominados miembros del Parlamento escocés (MSP; gaélico escocés: Ball Pàrlamaid na h-Alba, BPA; escocés: Memmer o the Scots Pairliament, MSP)

la Asamblea de Irlanda del Norte, con 90 miembros conocidos como Member of the Legislative Assembly (MLA; irlandés: Comhalta den Tionól Reachtach, CTR; escocés del Ulster: Laa-Makkan Forgaitherar, LMF). (Entre 1921 y 1973, Irlanda del Norte estuvo gobernada por el Parlamento bicameral de Irlanda del Norte. Los miembros de su cámara baja, la Cámara de los Comunes de Irlanda del Norte, eran conocidos como Member of Parliament).
- el Senedd (Parlamento galés), con 60 miembros elegidos denominados Member of the Senedd (inglés - MS); galés: Aelod o'r Senedd, AS).[5]
- la Asamblea de Londres, con 25 miembros elegidos en virtud del sistema de miembros adicionales cada cuatro años, denominados Members of the London Assembly (AM, Miembros de la Asamblea de Londres)

Los diputados son elegidos en elecciones generales y parciales para representar a las circunscripciones, y pueden seguir siéndolo hasta que se disuelva el Parlamento. «Si no se ha disuelto antes, un Parlamento se disuelve al comienzo del día en que se cumple el quinto aniversario del día en que se reunió por primera vez». (Ley de Disolución y Convocatoria del Parlamento de 2022).
El candidato a diputado debe ser ciudadano británico, irlandés o de la Commonwealth, tener al menos 18 años de edad (edad que se redujo de 21 en 2006) y no ser funcionario o titular de un cargo público, tal como se establece en el anexo de la Ley de Administración Electoral de 2006.
Técnicamente, los diputados no tienen derecho a renunciar a su escaño (aunque pueden negarse a presentarse a la reelección). Sin embargo, una ficción jurídica permite la dimisión voluntaria entre elecciones; dado que los diputados tienen prohibido desempeñar un «cargo lucrativo bajo la Corona», un diputado que desee dimitir solicitará la Mayordomía de los Cienes de Chiltern o la Mayordomía del Señorío de Northstead, que nominalmente son tales cargos remunerados y, por tanto, implican que el diputado deje vacante su escaño. (Aceptar un cargo ministerial asalariado no equivale a un cargo remunerado bajo la Corona a estos efectos).
La Cámara de los Lores es una cámara legislativa que forma parte del Parlamento del Reino Unido. Aunque forman parte del Parlamento, a sus miembros se les denomina pares, más formalmente Lores del Parlamento, no diputados. Los Lores Temporales son vitalicios, los Lores Espirituales mientras ocupan sus cargos eclesiásticos. Los pares hereditarios ya no pueden transmitir automáticamente un escaño en la Cámara de los Lores a su heredero. Los 92 que quedan han sido elegidos de entre ellos mismos, en virtud de la Ley de la Cámara de los Lores de 1999, y son los únicos miembros electos de los Lores.